# PTHC
PTHC (PreTeen HardCore) es una sigla utilizada en Internet para referirse a contenido pornográfico en el cual se presenta sexo fuerte (Hardcore) con menores de edad. Debido a la facilidad tecnológica alcanzada a finales de los años 1990, usuarios asiduos a este tipo de pornografía han visto posible relacionarse con gente similar por todo el mundo, amparándose en el ritmo de crecimiento de Internet y las nuevas tecnologías. Esta etiqueta, así como otras variaciones que suelen ir mutando periódicamente, suelen servir para reconocer sitios web o contenidos afines al tema, como por ejemplo en programas de intercambio P2P o a través de la Web.
Las siglas PTHC, tuvieron sus primeros inicios en el transcurso del año 2002, hubo muchas variaciones de abreviación, en varios idiomas, pero esta abreviación predominó ya que sus siglas están en inglés, de ese año hasta la fecha, suele ser el filtro preferido de los P2P para este tipo de material.[cita requerida]

## Otros usos
Estas siglas responden también al uso de un cierto número de asociaciones o definiciones. Entre esas otras definiciones, destaca el término médico Percutaneous transhepatic cholangiography (Colangiografía transhepática percutánea).